# Grb Bocvane
Grb Bocvane je službeno usvojen 25. siječnja 1966. Sastoji se od štita kojeg pridržavaju dvije zebre. Jedna zebra drži sirak, važnu žitaricu za zemlju, a druga bjelokost, što predstavlja prijašnju trgovinu bjelokosti. Štit je u obliku tradicionalnih štitova koji se mogu naći u istočnoj Africi. 
Pri vrhu štita su tri zupčanika koji simboliziraju industriju. Ispod njih su tri vala koji simboliziraju vodu, kao i državno geslo "pula" (kiša), koje ističe važnost vode u Bocvani. Geslo se također nalazi i u plavoj traci ispod štita. Pri dnu je glava bika, koja predstavlja važnost stočarstva. 